# Pontigny
Pontigny [pontiňy] je obec v burgundském departementu Yonne na řece Serein, asi 20 km severovýchodně od Auxerre. V obci byl cisterciácký klášter, z něhož se zachoval rozsáhlý románsko-gotický kostel ze 12. století.

## Historie
Historie obce úzce souvisí s místním cisterciáckým opatstvím, které bylo založeno roku 1114. Hildebert, kanovník v blízkém Auxerre, požádal Štěpána Hardinga, opata mateřského kláštera cisterciáků v Citeaux, aby zde založil klášter. Hugo z Maconu s dvanácti mnichy tak založil Pontigny jako druhý ze čtyř dceřiných klášterů, založených přímo z Citeaux. Klášter si získal vynikající pověst a mnichů přibývalo tolik, že mohli z Pontigny založit 22 nových klášterů. První opat Hugo se později stal biskupem v Auxerre, řada zdejších mnichů vynikla jako církevní hodnostáři a řada slavných mužů zde našla útulek. Nejznámější jsou tři arcibiskupové z anglického Canterbury, sv. Tomáš Becket († 1170), Štěpán Langton († 1228) a Edmund Rich (sv. Edmund z Abbingdonu, † 1240). který je zde také pohřben. K jeho hrobu se scházelo množství poutníků, takže klášter pro ně musel vybudovat noclehárny.
Klášter se těšil trvalé pozornosti francouzských i anglických králů, až roku 1556 jej vypálili a vyplundrovali hugenoti, nicméně i potom zde stále žilo 15 až 20 mnichů. Během francouzské revoluce bylo opatství zrušeno a pobořeno, mniši vyhnáni, ale kostel byl ušetřen. Pontigny získalo statut obce a kostel pak sloužil jako farní. Roku 1909 místo koupil novinář a filosof Paul Desjardins, který zde až do roku 1939 (s přestávkou za války) pořádal každoroční setkání „Dekády v Pontigny“, kde se mimo jiné setkávali například Antoine de Saint-Exupéry, André Maurois, Jean-Paul Sartre, Simone de Beauvoir, Thomas Stearns Eliot, Thomas Mann, Heinrich Mann nebo Nikolaj Berďajev.
Od 15. srpna 1954 zde sídlí Teritoriální prelatura Mission de France.

## Kostel Notre-Dame
Kostel v Pontigny je s délkou 108 m největší zachovaný cisterciácký kostel, který navíc neprošel téměř žádnou přestavbou. Zachovává tak charakteristické rysy cisterciáckého staviltelství se snahou o jednoduchost a prostotu. Na západní straně před hlavním průčelím je zajímavý nartex (předsíň). Trojlodní basilika bez věží v přechodném románsko-gotickém slohu s příční lodí byla postavena v letech 1140–1170, gotický chór s ochozem a věncem kaplí v letech 1185–1212. Loď je zaklenuta křížovými klenbami se žebry, která v úzkých bočních lodích chybí. Chór a jeho kaple už nesou znaky spíš gotického slohu, vevnitř však zachovávají strohou prostotu, kterou ještě podtrhují bílé stěny a střízlivý nábytek a zařízení.
K severní straně kostela přiléhá zachované křídlo kvadratury o délce 50 m. Z klášterních budov se zachovala budova pro bratry laiky se sklepy a s noclehárnou v patře.

## Galerie

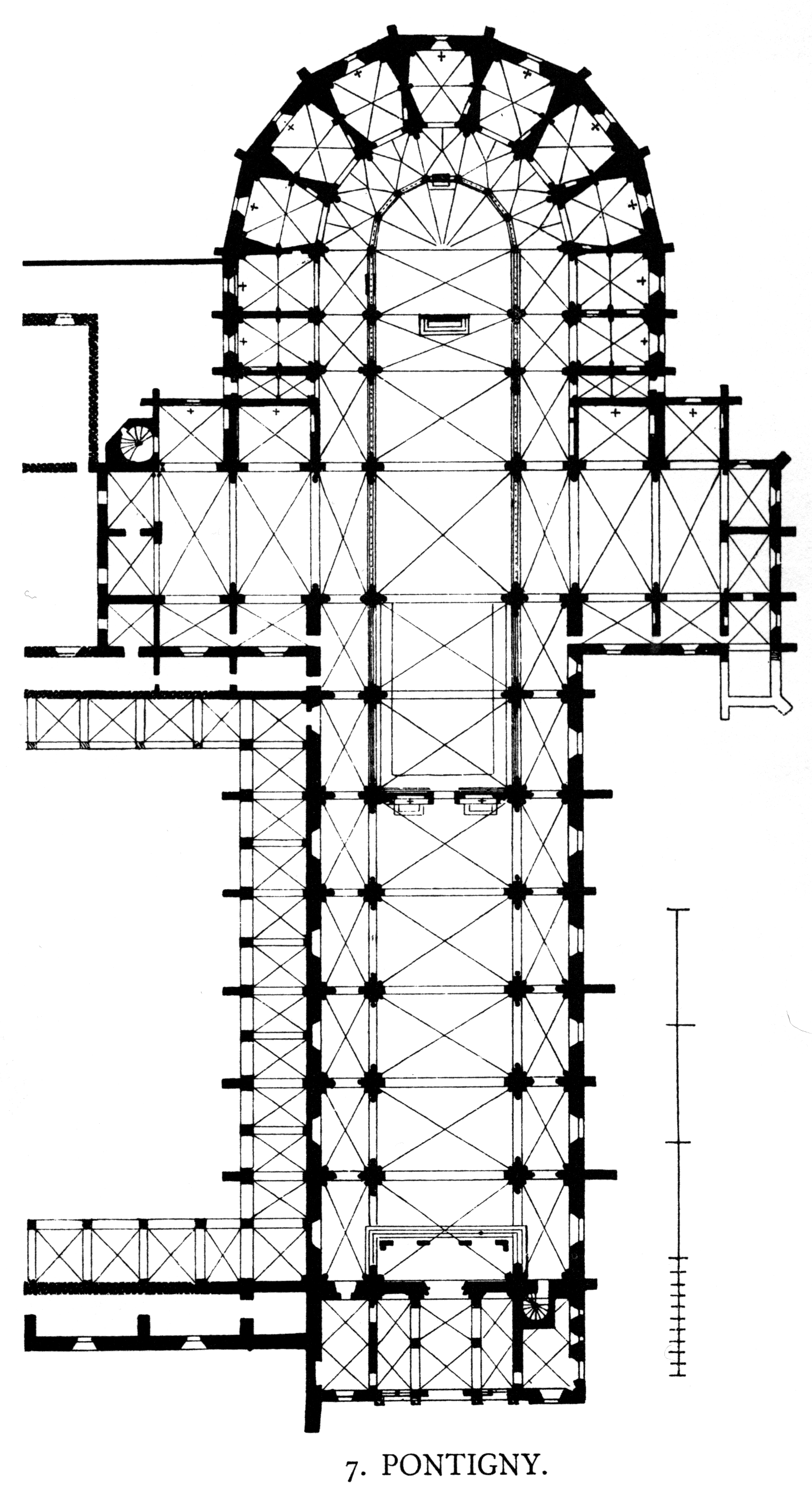
Půdorys kostela
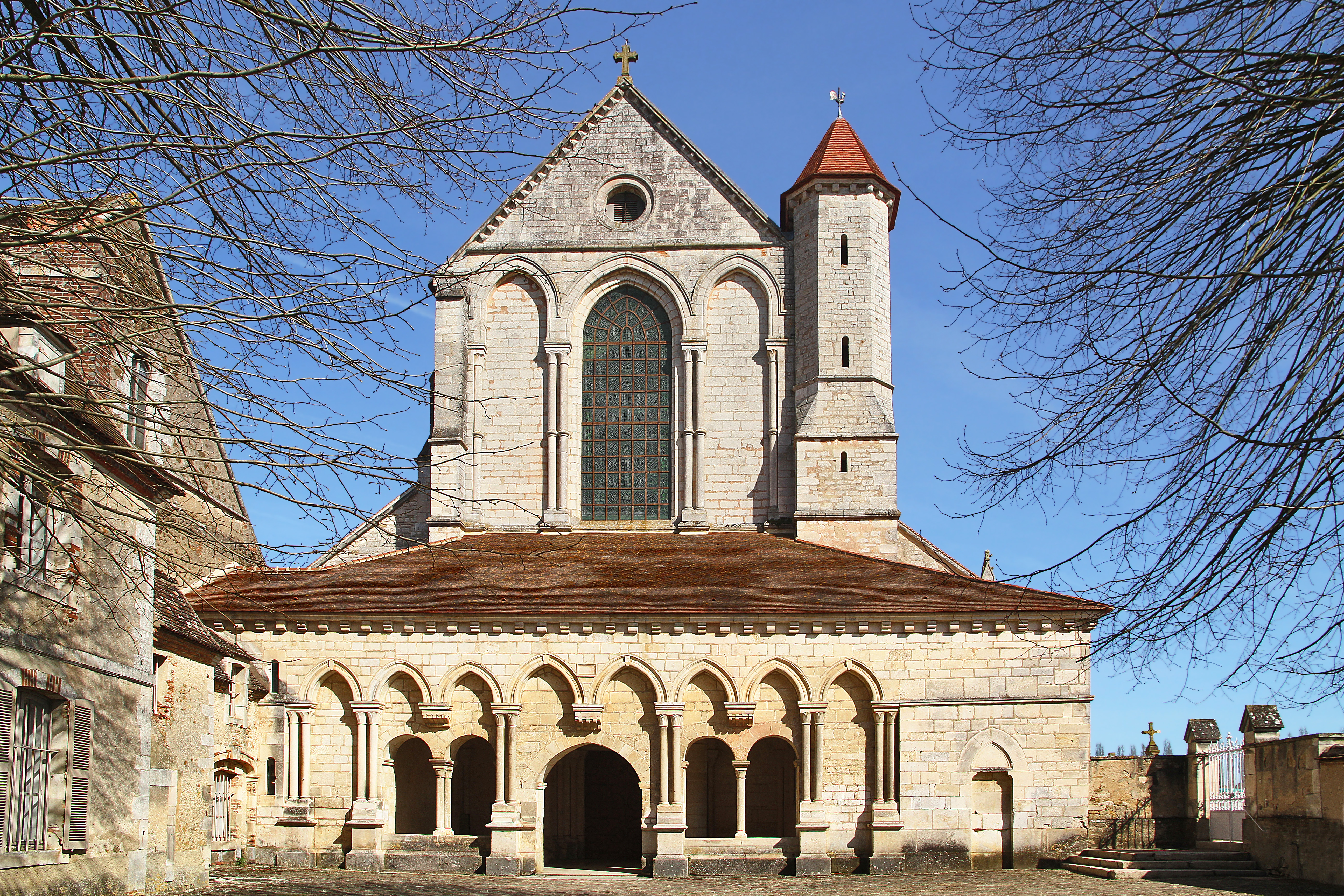
Západní průčelí a nartex
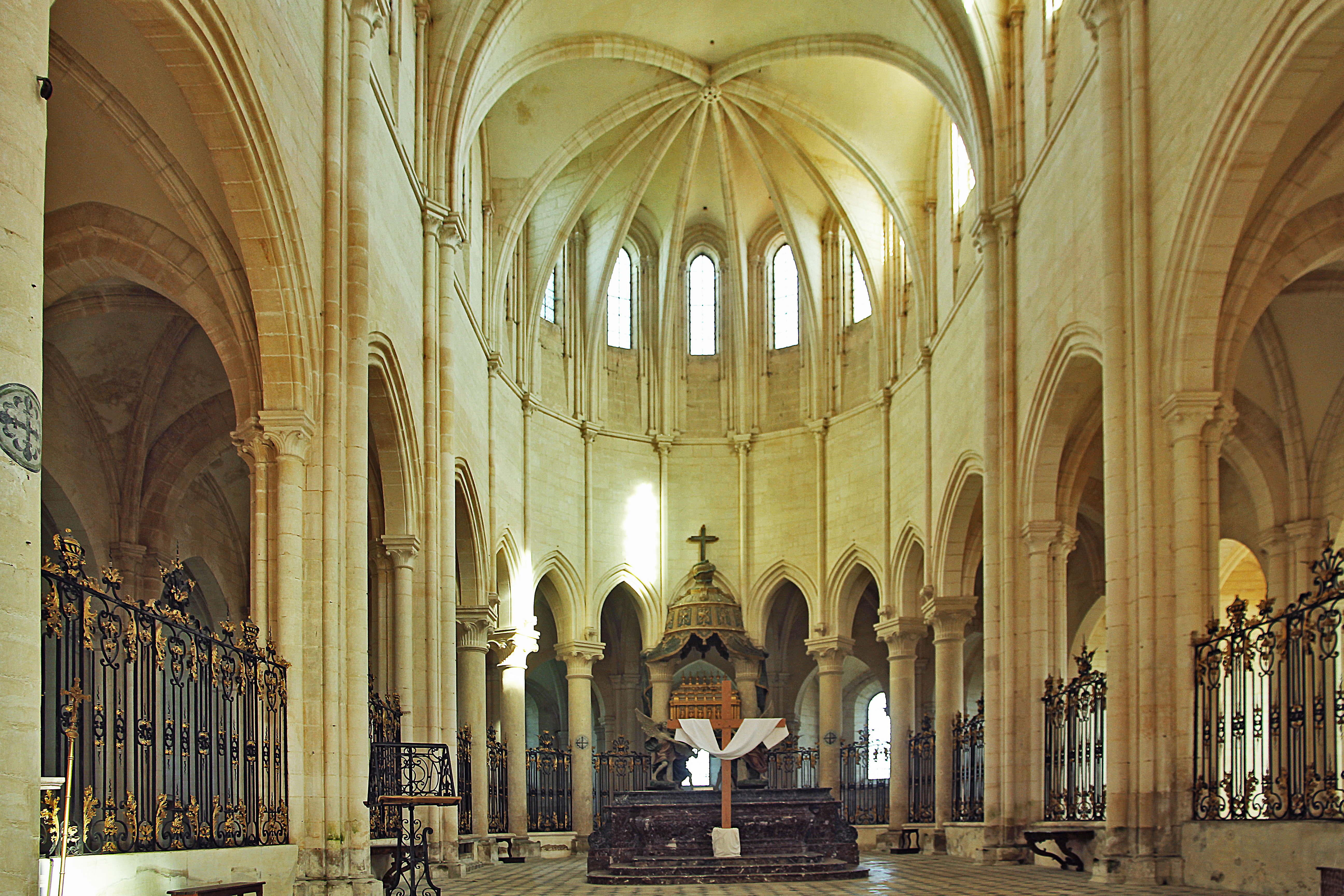
Chór kostela
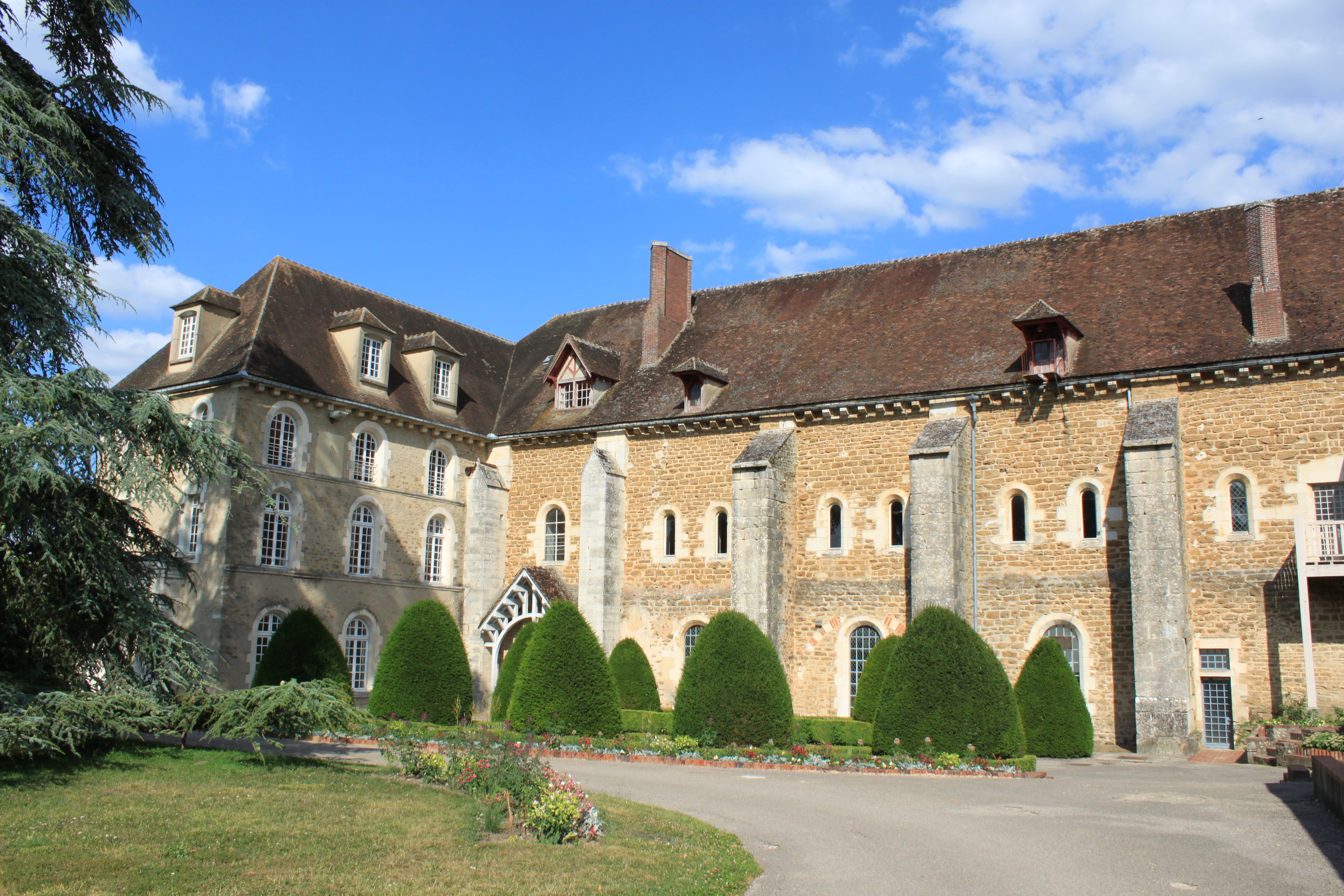
Dům bratří laiků

## Významné osobnosti
- Paul Desjardins (1859–1940), profesor a novinář